# Flavy-le-Martel
Flavy-le-Martel è un comune francese di 1 654 abitanti situato nel dipartimento dell'Aisne della regione dell'Alta Francia.

## Società

### Evoluzione demografica
Abitanti censiti